# Jared Aulin
Jared Aulin, född 15 mars 1982 i Calgary, är en kanadensisk professionell ishockeyspelare som spelar för Rapperswil-Jona Lakers i NLB. Han har tidigare spelat för bland annat Portland Pirates och Örebro HK.

## Biografi
Jared Aulin började sin hockeykarriär som 16-åring i Kamloops Blazers i Western Hockey League säsongen 1998/1999.  I juni 2002 skrev han på ett treårs kontrakt med Los Angeles Kings. År 2010 skrev han på ett kontrakt med Leksands IF och spelade där fram till 2011, då han skrev på ett 1-årskontrakt med Örebro HK.
Jared Aulin spelade sedan i Örebro HK säsongerna 2011/12 till och med 2014/2015  De två första åren spelades i den svenska andradivisionen, Hockeyallsvenskan, innan laget säsongen 2012/13 tog klivet upp i den högsta divisionen SHL.
Första året i Örebro HK spelade Aulin 49 matcher och mäktade med 25 mål och 33 assist. Även säsongen efter, 2012/2013, producerade han poäng då med 16 mål och 34 assists. Under den första säsongen i SHL producerade Aulin sju mål och 20 assist.
Jared  Aulin drabbades av ett dödsfall inom familjen inför säsongen 2014/15 då hans mor avled i cancer . Beslutet att trots detta lämna Kanada för att spela i Sverige kom i samråd med Aulins mor och Jared Aulin har beskrivit sin stora kärlek till publiken och staden Örebro för den stöttning han har fått. Efter säsongen 2014/2015 meddelade Örebro HK att Aulin inte representerar klubben säsongen 2015/2016, då man valde att inte förlänga hans kontrakt.
Efter fem år i Sverige, varav fyra år i Örebro, lämnade Aulin landet och skrev den 23 juni 2015 på ett ettårskontrakt för schweiziska Rapperswil-Jona Lakers i NLB.

### Översättningar
Den här artikeln är helt eller delvis baserad på material från engelskspråkiga Wikipedia, Jared Aulin, 1 juli 2011.